# Gare de Saint-Hilaire-la-Gravelle
Pour les articles homonymes, voir Gare de Saint-Hilaire (homonymie).
La gare de Saint-Hilaire-la-Gravelle est une gare ferroviaire française, fermée, de la ligne de Brétigny à La Membrolle-sur-Choisille. Elle est située sur le territoire de la commune de Saint-Hilaire-la-Gravelle, dans le département de Loir-et-Cher, en région Centre-Val de Loire.
Elle est mise en service en 1865 par la Compagnie du chemin de fer de Paris à Orléans (PO).. Elle est fermée dans les années 1980 par la Société nationale des chemins de fer français (SNCF).

## Situation ferroviaire
Établie à 93 mètres d'altitude, la gare de Saint-Hilaire-la-Gravelle est située au point kilométrique (PK) 154,9xx de la ligne de Brétigny à La Membrolle-sur-Choisille, entre les gares de Saint-Jean-Froidmentel (fermée) et de Fréteval - Morée (ouverte).

## Histoire
La « station de Saint-Hilaire » est mise en service le 28 décembre 1865 par la Compagnie du chemin de fer de Paris à Orléans (PO), lorsqu'elle ouvre à l'exploitation la première section, de Brétigny à Vendôme, de sa ligne de Paris à Tours par Châteaudun et Vendôme.
La gare est ouverte au service de la télégraphie privée le 10 novembre 1887.
Lors de sa séance du 25 avril 1911 le conseil général adopte un vœu pour modifier le nom de la gare. Son nom officiel était alors « Morée-Saint-Hilaire » ce qui pose problème depuis la construction d'un nouveau pont sur le Loir à Morée. La distance entre la gare de Fréteval et le bourg de Morée n'est plus que de 2 kilomètres alors qu'elle est de 4 kilomètres avec la gare de Morée-Saint-Hilaire. Le conseil demande donc « que la gare de Fréteval s'appelle désormais : Frétevalle-Morée, et que celle de Saint-Hilaire s'appelle simplement : Saint-Hilaire-la-Gravelle ». Informé, le ministre des travaux publics, avec l'accord du service du contrôle, décide le 6 octobre 1911 de donner le nom de « Saint-Hilaire-la-Gravelle » à la station dénommée Morée-Saint-Hillaire et de renommer « Fréteval-Morée » la station appelée Fréteval.

## Patrimoine ferroviaire

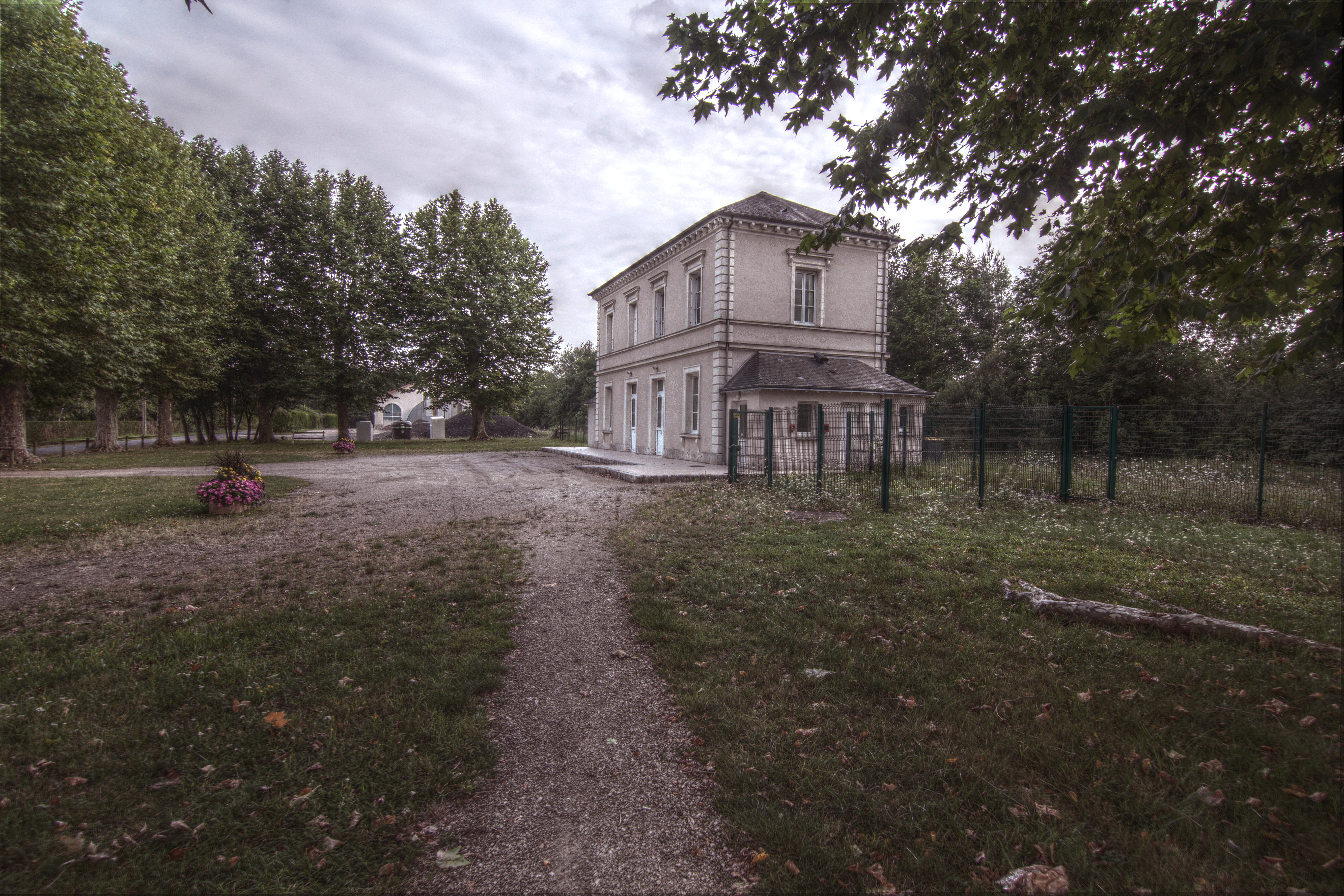
Le bâtiment voyageurs en 2017.

Le bâtiment voyageurs d'origine est toujours présent sur le site.